# Rimini Football Club
Maillots
Actualités
Le Rimini Football Club, est un club italien de football. Il est basé à Rimini dans la province du même nom, en Émilie-Romagne. En 2024-2025, le club participe à la Serie C, soit le 3e niveau du football italien.

## Historique
Le club est créé en 1912 sous le nom de Polisportiva Libertas. Son meilleur résultat en Série B étant une cinquième place en 2006, il n'a jamais été promu en Serie A. 
Le 5 août 2010, après une faillite, un nouveau club né sous le nom de Associazione Calcio Rimini 1912, est reparti de la Serie D.

## Palmarès
- Championnat d'Italie de Serie C (2) :
  - Champion : 1976, 2005.
- Championnat d'Italie de Serie D (1) :
  - Champion : 2015.

## Changements de nom
- 1912-1915 : Polisportiva Libertas
- 1915-1916 : Polisportiva Libertas Rimini
- 1916-1919 : Rimini Football Club
- 1919-1927 : Unione Sportiva Libertas
- 1927-1928 : Sport Club Libertas Rimini
- 1928-1939 : Unione Sportiva Libertas Rimini
- 1939-1995 : Rimini Calcio
- 1994-2010 : Rimini Calcio Football Club
- 2010-2016 : Associazione Calcio Rimini 1912
- 2016-2017 : Rimini Football Club 1912
- 2017-2020 : Rimini Football Club
- 2020- : Rimini Football Club Società Sportiva Dilettantistica

## Anciens joueurs
- Sorin Paraschiv
- Adrián Ricchiuti
- Franco Tancredi